# Мантос Вулгаракіс
Мантос Вулгаракіс (14 березня 1980) — грецький ватерполіст.
Учасник Олімпійських Ігор 2012 року.
Призер Чемпіонату світу з водних видів спорту 2005 року.